# ТОЗ-101
ТОЗ-101 «Барсук» — российский газовый револьвер.

## Конструкция
Оружие выполнено по традиционной револьверной схеме. Ударно-спусковой механизм курково-ударникового типа с открыто расположенным курком. Предохранитель отсутствует. Удаление стреляных гильз производится звездчатым экстрактором. Благодаря простоте конструкции может быть использован в широком диапазоне температур (от -50 до +50° С). Предохранитель отсутствует. Прицельные приспособления открытые, не регулируемые.

## Варианты и модификации
- ТОЗ-101 «Барсук» - газовый револьвер под 5,6-мм газовый патрон кольцевого воспламенения. Сертифицирован в качестве гражданского оружия самообороны[2]. Выпуск прекращён.
- ТОЗ-101С - сигнальный револьвер. Предусмотрена возможность стрельбы 5,6-мм холостыми патронами кольцевого воспламенения